# 紫玉
紫玉，《搜神记》记载的吴王夫差小女儿。
紫玉十八岁，爱上十九岁的童子韩重，两人私订终身。韩重游学齐、鲁，临行时，请父母向吴王提亲。吴王大怒，不同意，紫玉郁闷而死，葬于阊门之外。三年后，韩重归国，得知紫玉死讯后非常悲痛，前去凭吊。紫玉芳魂从墓中出来相见，请他到墓中，二人完成合卺之礼，留居三天。紫玉赠明珠为信物，让他面见吴王，告以婚成。吴王以为是韩重盗墓所得，下令逮捕，韩重逃出，至紫玉墓前诉说。紫玉回家见到吴王，告诉他事情的经过，让吴王不要追究韩重。吴王夫人听说女儿回来，忙上前拥抱，紫玉化为一缕青烟逝去。后世以“玉生烟”为典，比喻多情少女或少女早逝。